# El Delfín: La historia de un soñador
El Delfín: La historia de un soñador (bra: O Golfinho - A História de um Sonhador) é um filme de animação peruano-alemão-italiano em 3D de 2009 dirigido por Eduardo Schuldt e produzida pela Dolphin Films em parceria com a Passworld Srl, Dreamin' Dolphin Film e 20th Century Fox e baseado no livro escrito por Sergio Bambarén. O filme teve estreia no Peru em 8 de Outubro de 2009, e no Brasil, em 9 de Outubro de 2009.